# 童謡の小道

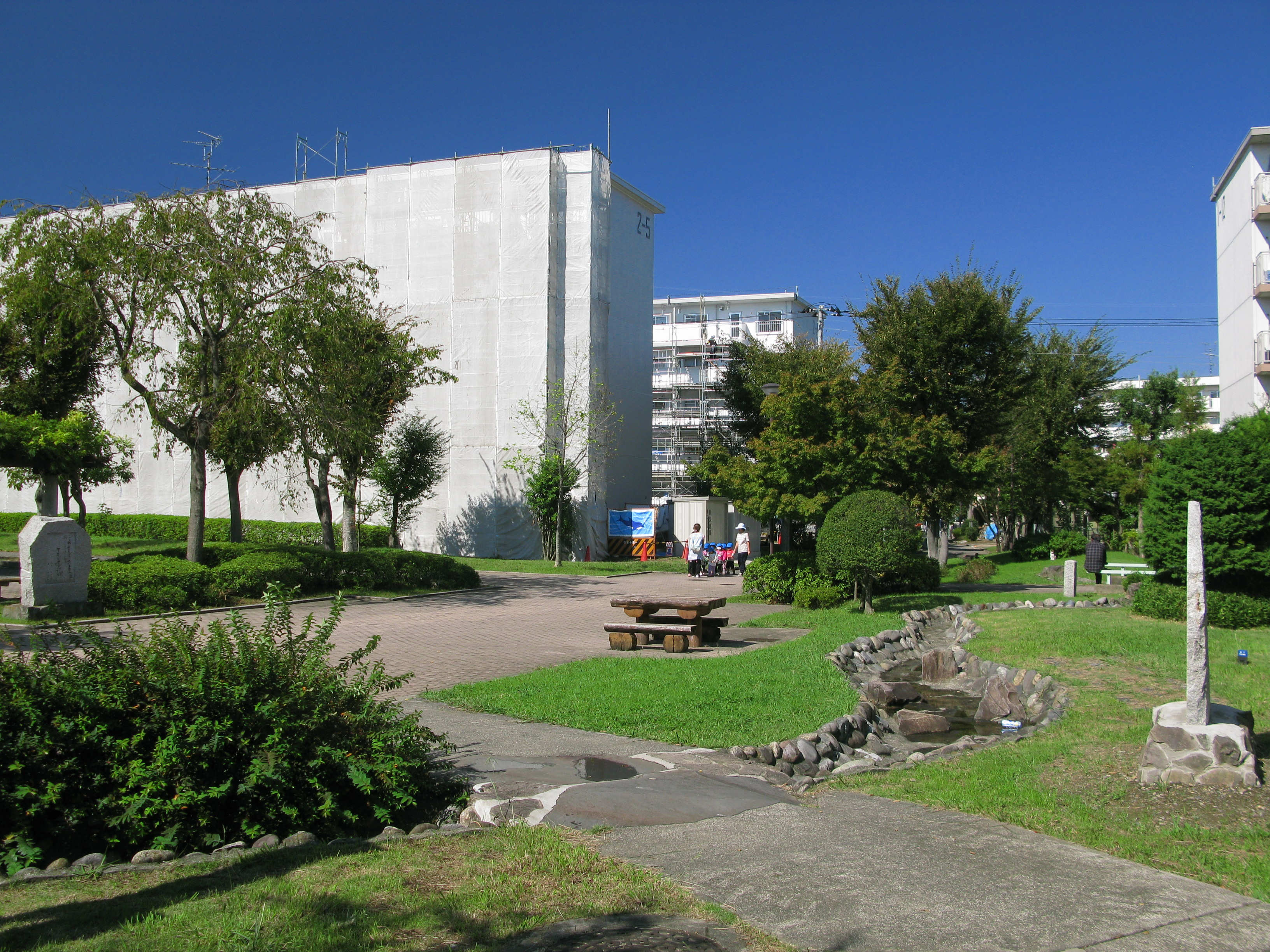
童謡の小道（2012年10月）

どんぐりころころの歌碑

童謡の小道（どうようのこみち）は、埼玉県久喜市青葉1丁目（太田地区）の久喜青葉団地内に所在する遊歩道である。

## 概要
童謡の小道は北西は久喜市青葉1丁目・2丁目境より、南東は青葉小学校東側、平沼落川までのおよそ0.4kmの区間に所在する歩行者・自転車専用道路である。道路周辺には桜の木が植樹され、またベンチなども設置されている。
道路の東側（青葉中央通り側）沿いには小川をイメージした空堀があり、また小川に架けられた橋をイメージした模造橋が設置されている。また橋の脇には「一のはし」・「二のはし」・「三のはし」・「四のはし」・「五のはし」と彫られた石碑がそれぞれ傍らに添えられている。路上各所に童謡の歌詞が刻み込まれた歌碑が設置されている。

## 路上の歌碑
- 曲名 - 作詞者
  - 七つの子 - 野口雨情
  - この道 - 北原白秋
  - 赤とんぼ - 三木露風
  - めだかの学校 - 茶木滋
  - どんぐりころころ - 青木存義
  - 仲よし小道 - 三苫やすし
  - 故郷 - 高野辰之
  - 靴が鳴る - 清水かつら

七つの子の歌碑
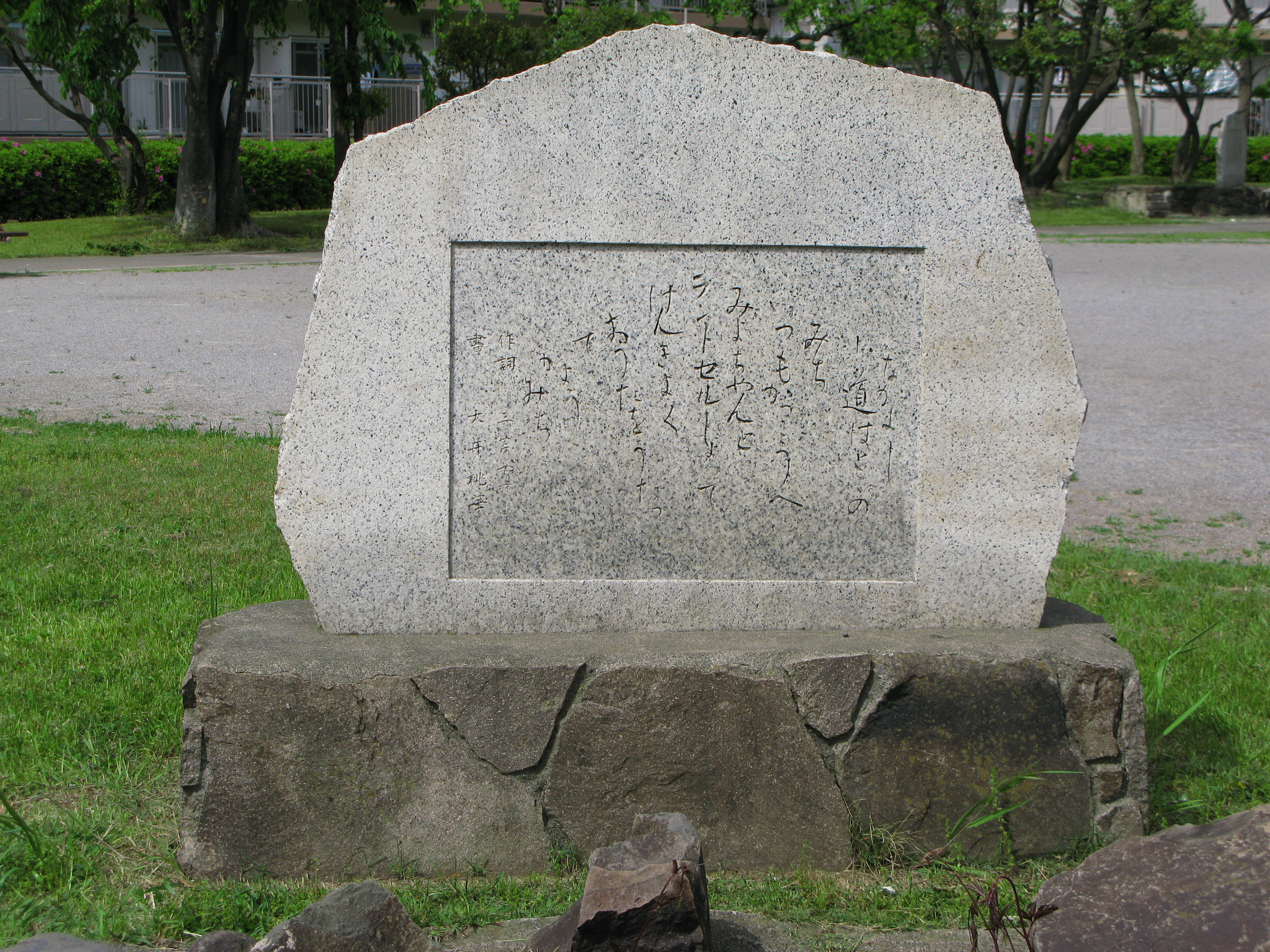
仲よし小道の歌碑
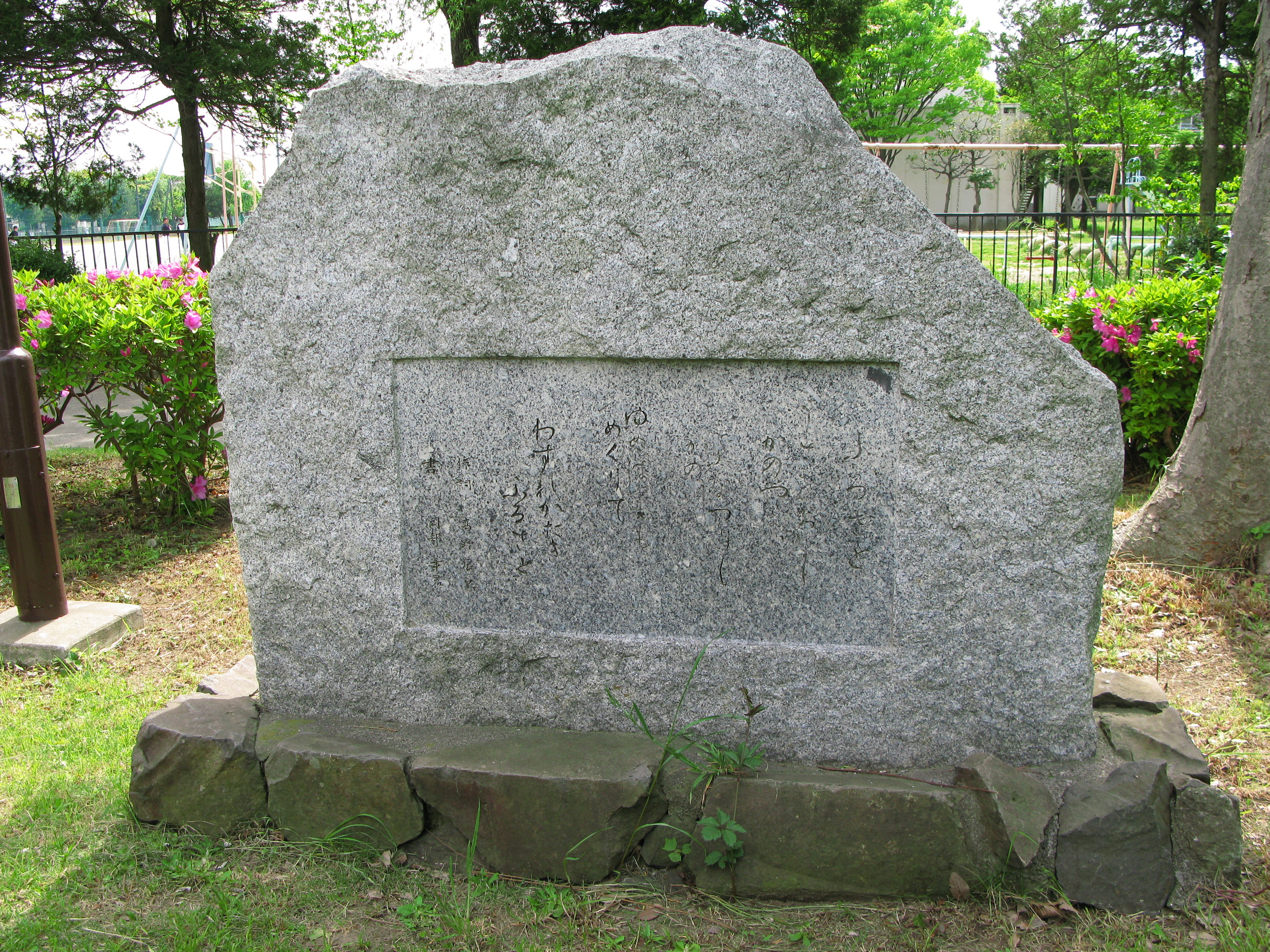
故郷の歌碑
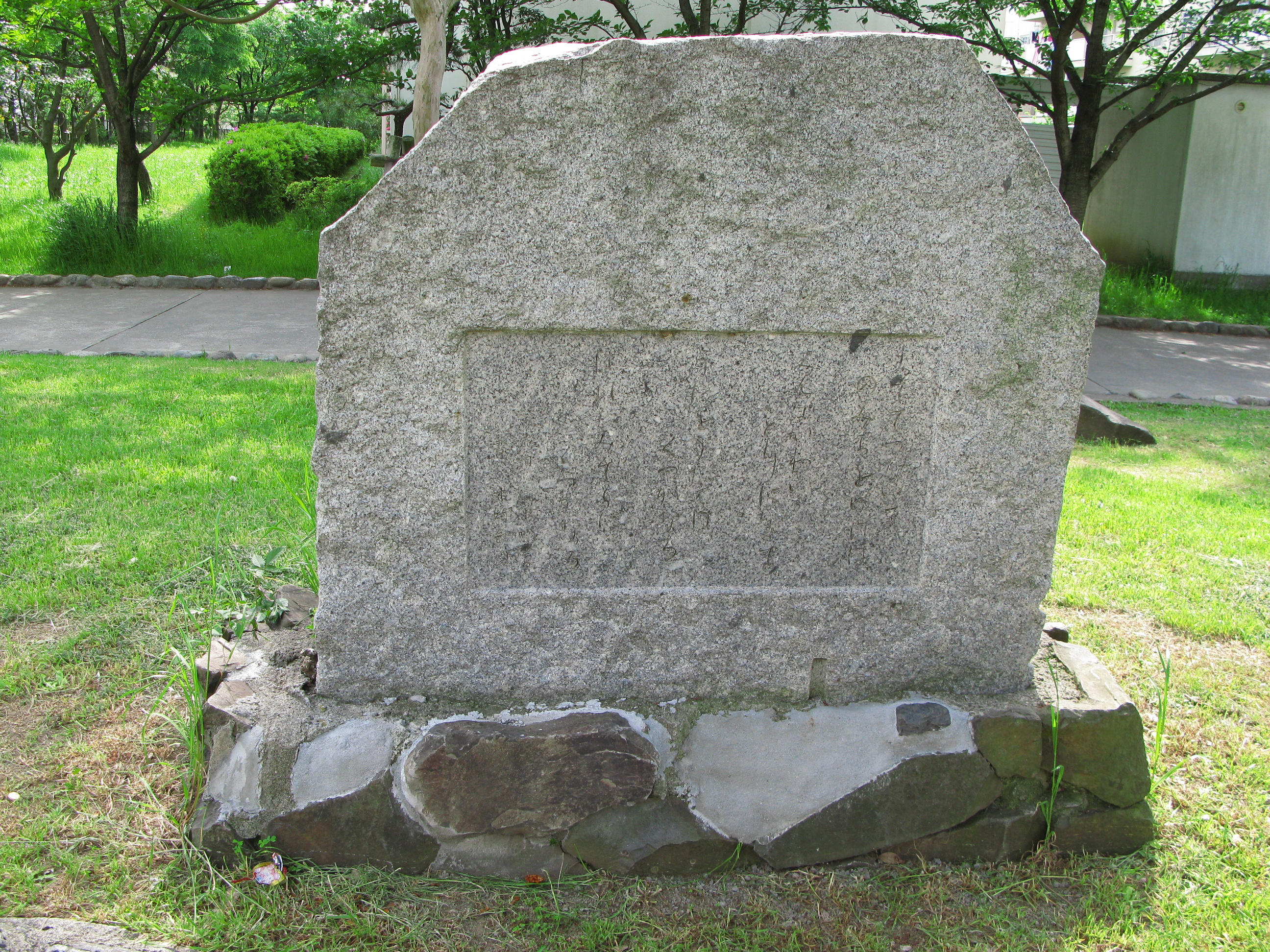
靴が鳴るの歌碑
赤とんぼの歌碑

## 沿道・周辺の主な施設など
沿道
- 久喜青葉団地
- 久喜市立青葉小学校
- 平沼落川

周辺
- 青葉公園
- 青毛堀川

## アクセス
- 久喜駅東口より朝日バス青葉団地循環、[KU16]幸手駅西口行き（のりば1）に乗車、「青葉団地中央」下車（乗車：午前約10分、午後15分）、青葉団地商店街方面へ徒歩約3分。（運賃180円）
- 幸手駅西口より朝日バス[KU16]久喜駅東口行きに乗車、「青葉団地中央」下車（乗車：約8分）、青葉団地商店街方面へ徒歩約3分。（運賃210円）